# Peraza (manzana)
Peraza es el nombre de una variedad cultivar de manzano (Malus domestica). Esta manzana es originaria de Galicia, está cultivada en la colección de árboles frutales y banco de germoplasma de Mabegondo con el Nº 119; ejemplares procedentes de esquejes localizados en Santa Eulalia de Senra, parroquia del municipio de Oroso (La Coruña).

## Sinónimos
- "Manzana Peraza",[4][5]
- "Maceira Peraza".

## Características
El manzano de la variedad 'Peraza' tiene un vigor vigoroso. Tamaño grande y porte erguido.
Época de inicio de brotación a partir del 25 de abril y de floración a partir del 16 de mayo.
Las hojas tienen una longitud del limbo de tamaño medio, con la máxima anchura del limbo es media. Longitud de las estípulas es media y la máxima anchura de las estípulas es media. Denticulación del borde del limbo es biondulado, con la forma del ápice del limbo acuminado y la forma de la base del limbo es obtuso. Con subestípulas presentes.
Sus flores tienen una longitud de los pétalos es larga, con una anchura de los pétalos ancha, disposición de los pétalos en contacto entre sí, con una longitud del pedúnculo media.
La variedad de manzana 'Peraza' tiene un fruto de tamaño medio, de forma plana-globosa, de color amarillo, sin chapa. Epidermis de textura rugosa, sin pruina en su superficie y con presencia de cera nula. Sensibilidad al "russeting" (pardeamiento áspero superficial que presentan algunas variedades) muy sensible. Con lenticelas de tamaño mediano.
Los sépalos están dispuestos de forma erectos, y variable en su base en su base; su fosa calicina es  profunda y de una anchura media. Pedúnculo de grosor medio y de longitud medio, siendo la cavidad peduncular de una profundidad poco media y de anchura estrecha. Con pulpa de color blanca, cuya firmeza es intermedia y su textura intermedia; su jugosidad es jugosa, con sabor de acidez media, y poco aromática.
Época de maduración y recolección desde el 15 de octubre. 'Peraza' es una manzana que su destino es la conservación de esta variedad en el banco de germoplasma de Mabegondo como reserva genética.

## Susceptibilidades
- Oidio: ataque débil
- Moteado: no presenta
- Raíces aéreas: ataque débil
- Momificado: no presenta
- Pulgón lanígero: no presenta
- Pulgón verde:ataque medio
- Araña roja: no presenta
- Chancro del manzano: no presenta.[3]